# 증산초등학교 (강원)
증산초등학교는 대한민국 강원특별자치도 정선군 소재의 초등학교다.

## 학교 연혁
- 1942.04.01 증산간이학교 개교
- 1945.03.31 증산국민학교로 승격인가
- 1996.03.01 증산초등학교로 개명
- 2010.07.09 다목적실(무릉관) 개관
- 2010.11.05 ICT활용 선도학교 운영보고
- 2014.02.07 제65회 졸업식(남5명, 여10명, 계15명, 누계3,001명)
- 2014.03.03 입학식(남13명, 여17명, 계30명)
- 2014.09.01 제28대 교장 김화식 취임
- 2014.10.21 표준교육 연구(시범)학교 운영보고
- 2015.02.11 제66회 졸업식(남5명, 여9명, 계14명, 누계3,015명)
- 2015.03.02 입학식(남6명, 여6명, 계12명)